# 公子偃 (鲁宣公之子)
公子偃（？—前575年），姬姓，名偃，是鲁宣公的庶子，鲁成公异母弟。鲁成公时，公子偃为卿。
叔孙宣伯与鲁成公的母亲穆姜私通，叔孙宣伯想要除掉季文子和孟献子而夺取他们的家产。前575年六月二十九日，鲁成公准备出国参与盟会，穆姜要求他驱逐季文子和孟献子，鲁成公告诉母亲晋国和楚国正在鄢陵作战，自己正要去参加盟会，且等回来再说。穆姜生气了，指着快步走过的公子偃和公子鉏说：“你要不同意，他们两个都可以作国君！”鲁成公在坏隤等待，防护公室，加强警备，设置守卫后才出行，所以晚到了诸侯盟会。在叔孙宣伯的谗言下，晋国人一度将季文子逮捕，幸亏范文子从中斡旋才得以释放。
这样十月，叔孙宣伯被鲁国放逐，十二月，季文子回国后，将参与叔孙宣伯和穆姜计划的公子偃暗杀。